# Aoules
L’aoules, ou ioulsân, est un fromage traditionnel algérien du Hoggar, préparé par la confédération touareg des Kel Ahaggar,,
Il est fait à base de lait caillé après l'extraction du beurre.